# Order Księcia Branimira
Order Księcia Branimira (chorw. Red kneza Branimira) – jest szóstym odznaczeniem państwowym w Chorwacji. Powstał 1 kwietnia 1995 roku. Jest przyznawany za promocję Chorwacji na arenie międzynarodowej i działanie na rzecz poprawy jej stosunków z innymi państwami. Nazwa pochodzi od kniazia Branimira.